# Ibuprofène
Ibuprofène est la dénomination commune internationale de l'acide 2-[4-(2-méthyl)propyl]phénylpropanoïque. Il s'agit de la substance active d'un médicament AINS (anti-inflammatoire non stéroïdien) utilisé pour soulager les symptômes de l'arthrite, de la dysménorrhée primaire, de la pyrexie et comme analgésique, spécialement en cas d'inflammation.
L'ibuprofène a été développé par la division de recherche du groupe Boots UK (en) dans les années 1960 et a été breveté en 1961, à la suite d'un test systématique des propriétés antipyrétiques et analgésiques de 600 molécules potentielles. Il est commercialisé sous divers noms commerciaux (par exemple Brufen, Advil, Nurofen, Upfen, Motrin, Algifen, Algifor, etc.).

## Développement
Il a été découvert par l'Espagnol Antonio Ribera Blancafort, membre du groupe Boots (en), qui a conçu la structure chimique de cette molécule. Par la suite, Stewart Adams (en), John Nicholson (pl), Jeff Bruce Wilson, Andrew RM Dunlop et Colin Burrows ont réussi à le synthétiser, et il a été breveté en 1961.[réf. souhaitée]

## Mécanisme d'action
L'ibuprofène est un inhibiteur non sélectif de la prostaglandine synthase, également appelée cyclooxygénase (COX). Cette enzyme catalyse la première étape de la synthèse des médiateurs de l'inflammation : prostaglandines et thromboxanes. L'ibuprofène, comme de nombreux autres AINS, limite ainsi l'activation de cette voie par un mécanisme d'inhibition des deux familles de cyclooxygénase.

## Indications

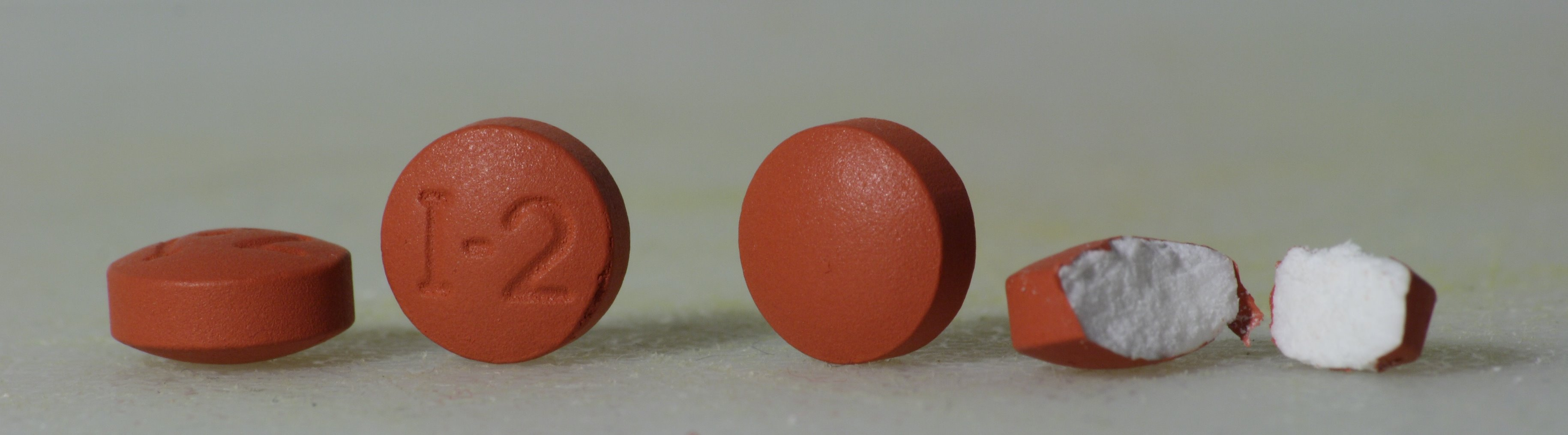
Comprimés d'ibuprofène, 200 mg.

L'ibuprofène est un anti-inflammatoire non stéroïdien. Il est indiqué, chez l'adulte et l'enfant, dans le traitement de courte durée de la fièvre ou de douleurs telles que maux de tête, états grippaux, douleurs dentaires, arthrose, tendinites courbatures et règles douloureuses,.
Combiné avec la pseudoéphédrine, il est utilisé dans la prise en charge de rhinopharyngites.

Une indication moins connue est le défaut de fermeture du canal artériel chez les nourrissons. Il est alors administré par voie intraveineuse. La capacité des anti inflammatoires non stéroïdiens explique leurs contre indications chez les femmes enceintes au delà du sixième mois. Le paracétamol remplace cependant progressivement l'ibuprofène dans cette indication au vu de son profil d'efficacité similaire et son profil d'effet indésirable plus favorable,.

## Effets secondaires
Ce médicament est légèrement plus efficace que le paracétamol sur la fièvre et équivalent pour la douleur[réf. nécessaire], mais il présente plus d'effets secondaires : « de nombreuses études (série de cas, études de cohorte, études cas–témoins et un essai randomisé multicentrique en double insu) ont rapporté des effets indésirables lors de l'utilisation de l'ibuprofène à doses thérapeutiques ».
Cinq grands types principaux d'effets secondaires ou indésirables sont documentés :
- effets sur le tractus digestif : gastrite, stomatite (inflammation de la bouche et des gencives), douleurs abdominales, voire ulcération du tube digestif au-delà de 600 mg ;
- troubles systémiques : jaunisse à bilirubine non conjuguée, éventuellement sévère[8], cholangites (c'est-à-dire inflammation des voies biliaires intra- et/ou extrahépatiques, rarement[9]), céphalées (maux de tête), bourdonnements d'oreille, somnolence et confusion ;
- manifestations allergiques et cutanées : rarement des allergies cutanées (ja), une nécrolyse épidermique toxique[10], une ductopénie[10], une dermohypodermite nécrosante[11] (« la prise de l'ibuprofène au cours de la varicelle peut être à l'origine de complications cutanées sévères »[11]) ou de l'asthme (mais probablement pas plus qu'avec le paracétamol[12]) ont été observés secondairement à une prise d'ibuprofène. L'effet sur l’asthme est cependant discuté[13], certains chercheurs estimant que l'ibuprofène pourrait même atténuer l’asthme[13] si le patient n'est pas victime d'une hypersensibilité croisée avec d'autres AINS ;
- perturbation endocrinienne : d'autres études ont montré des effets délétères de l’aspirine et du paracétamol sur le testicule adulte humain[14], il a été récemment démontré que l'ibuprofène est aussi un perturbateur endocrinien : sa consommation quotidienne à doses moyennes perturberait 3 hormones testiculaires, en dopant notamment la production d'hormone lutéinisante (hormone hypophysaire chargée de contrôler la production de testostérone chez l'homme) ; à des doses de 1 200 mg/jour pendant 6 semaines l'organisme masculin compense cette surproduction par un mécanisme dit « hypogonadisme compensé » ne concernant théoriquement que 10 % des personnes âgées de sexe masculin, qui peut être source de complications et nécessite pour cette raison un suivi médical[15].
   Ces effets indésirables seraient la conséquence, d'une part d'un mécanisme d'inhibition non sélectif ; et d'autre part du fait que l'ibuprofène perturbe « l’expression des gènes codant plusieurs enzymes responsables de la stéroïdogenèse dont la testostérone est issue » et « s'avère inhiber une hormone produite par les cellules de Sertoli — l’inhibine B — qui est responsable de la régulation de l’hormone folliculo-stimulante (FSH) »[15] ; il inhibe aussi la production d’hormone anti-mullérienne par ces mêmes cellules de Sertoli[15], de même qu'il bloque la production des prostaglandines testiculaires (selon des tests conduits ex vivo et in vitro)[15] ;
- infarctus : en mai 2017, une étude scientifique publiée dans le British Medical Journal[16] révèle que l’ibuprofène augmente de 48 % le risque de crise cardiaque dès la première semaine, particulièrement quand administré à hautes doses[17].

En 2020, l'étude rétrospective des dossiers médicaux des patients de moins de 18 ans admis dans les services ORL de quatre CHU pendant deux années consécutives pour sinusite fronto-ethmoïdale montre que l'ibuprofène est responsable d'un risque accru de complications intracrâniennes ou orbitaires dans les sinusites fronto-ethmoïdales aiguës chez l'enfant et l'adolescent.

## Précautions d'emploi
L'Inserm a alerté sur les risques induit par une prise régulière et médicalement injustifiée d'ibuprofène, par exemple par des athlètes de haut niveau, des sportifs amateurs, etc., qui peuvent alors voir leur condition physique (muscles et os) se dégrader et « hypothéquer leur santé reproductive et même psychologique ».
Mi-mars 2020, dans le contexte de la pandémie de Covid-19, le ministre français de la santé a relancé la question de la sécurité de l'ibuprofène (médicament qui semble parfois exacerber l'infection dont il doit traiter les symptômes). L’AEMPS (es) espagnole a fait savoir que le lien possible entre l’aggravation d’infections et l'ibuprofène ou le kétoprofène est en cours d’évaluation pour l’Union européenne au sein du Comité d'évaluation des risques en pharmacovigilance (PRAC), à la suite d'une demande de l’Agence nationale de sécurité du médicament et des produits de santé (ANSM) ». Finalement, en mai 2021, ces inquiétudes sont levées.
L'ibuprofène ne doit pas être associé à un traitement au lithium ; en cas de doute, il convient de consulter le médecin traitant ; il ne doit pas être utilisé chez la femme enceinte durant le troisième trimestre de grossesse à cause des risques cardiovasculaires sur le fœtus (fermeture du canal artériel) et à cause des risques pour le développement testiculaire de l'embryon ou du fœtus mâle. De manière générale le paracétamol doit lui être préféré durant toute la grossesse.
Il ne devrait être utilisé lors de l'allaitement que s'il n'y a pas d'autre solution, et après consultation chez un médecin.

## Contre-indications
La prise d'ibuprofène est déconseillée chez les enfants atteints de varicelle car elle peut être exceptionnellement à l'origine de complications infectieuses de la peau et des tissus mous. En règle générale, il ne faut jamais utiliser d'anti-inflammatoires en cas d'infection (abcès, caries, etc.), au risque de favoriser une septicémie ou une gangrène. 
En cas de contre indications aux AINS, le paracétamol est indiqué.

### Grossesse
À partir du 6e mois de grossesse, la prise d'ibuprofène est fortement déconseillée, comme celle de tous les anti-inflammatoires non stéroïdiens (AINS) en général (comme l'aspirine par exemple). En effet, à partir de cette période, les risques de malformations sont d'autant plus importants que la prise est proche de l'accouchement. Le fœtus serait exposé à des risques d'insuffisance rénale et cardiaque, voire de fausse couche dans les cas extrêmes.

### Photosensibilité
Lors d'une exposition aux UV de type A, l'ibuprofène peut provoquer par photosensibilisation des réactions photochimiques menant à un coup de soleil.

## Stéréochimie

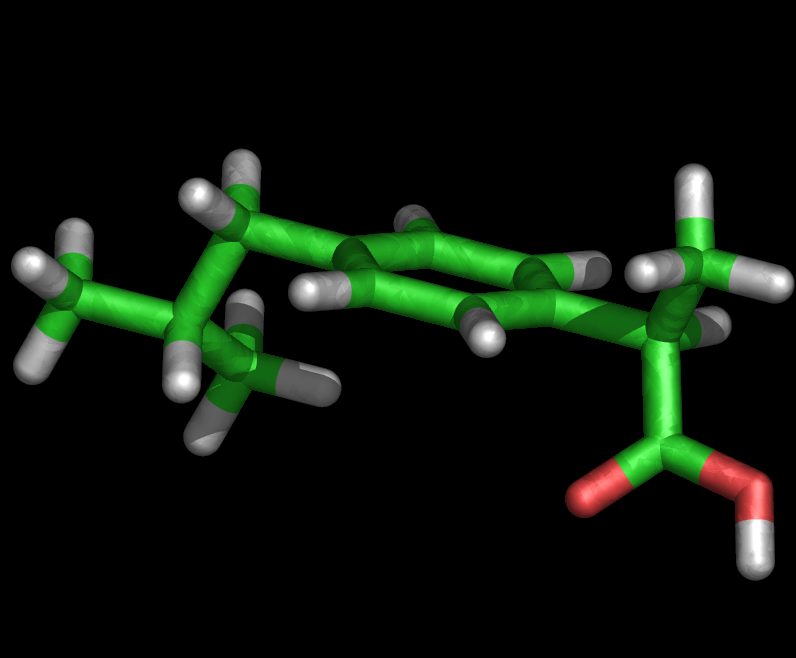
Vue en perspective de l'énantiomère R de l'ibuprofène.

Seul l'énantiomère de configuration S de la molécule possède une activité médicamenteuse efficace. En effet, l'énantiomère R est trois fois moins puissant.
| Énantiomères de l'ibuprofène | Énantiomères de l'ibuprofène |
| ---------------------------- | ---------------------------- |
| (R)-Ibuprofène               | (S)-Ibuprofène               |

## Disponibilité
- Algérie : sirop pour enfant, 200 mg, 400 mg et 600 mg en vente libre.
- Belgique : certaines formes sont en vente libre, d'autres nécessitent une ordonnance.
- Canada : sirop pour enfant et 200 mg en vente libre, 400 mg sous conseil avec pharmacien, 600 mg sous prescription du médecin.
- France : 200 mg en vente sans ordonnance, 400 mg sans ordonnance mais en conditionnement limité ; à compter du 15 janvier 2020, le médicament n'est plus disponible en accès libre mais délivré par le pharmacien[26].
- Suisse : sirop pour enfant, 200 mg en vente libre, 400 mg en vente libre mais en conditionnement limité, 600 mg sous prescription du médecin.
- Maroc : sirop pour enfant, 200 mg et 400 mg en vente libre ; le 600 mg n'est pas commercialisé.

## Noms commerciaux
Classe : AINS, Sous classe : Profène.

## Divers
L'ibuprofène fait partie de la liste modèle des médicaments essentiels de l'Organisation mondiale de la santé (liste mise à jour en avril 2013).